# Burlövs egnahem
Burlövs egnahem est une localité suédoise située dans la commune de Burlöv en Scanie.
Sa population était de 741 habitants en 2019.